# Superfinal de Liga de Fútbol Femenino de Panamá 2020-21
La Superfinal de la Liga de Fútbol Femenino 2020-21, fue el último partido de la temporada 2020-2021 del fútbol de Primera División Femenina de Panamá. La disputaron sólo por esta edición el equipo campeón del Torneo Apertura 2019 y el Torneo Apertura 2021.

El Tauro Fútbol Club se coronó campeón de la primera edición de la Superfinal, luego de vencer 4-1 al Club Deportivo Universitario. Y se ganó el derecho de representar a Panamá en la Copa Interclubes de la Uncaf Femenino.

## Participantes
|  |  | CD Universitario |  | Campeón del Torneo Apertura (2019) |
|  |  | Tauro FC         |  | Campeón del Torneo Apertura (2021) |

## Lugar
El Estadio Maracaná de Panamá fue sede de la final de la I edición de la Superfinal. El estadio alberga los partidos del C. D. Plaza Amador y C. D. Del Este.

## Campeón
|                      |
| Tauro FC 1.er título |